# Valle del Corno
La Valle del Corno si trova in Provincia di Udine, nella zona collinare pedemorenica friulana. È attraversata dal torrente Corno.

## Geografia
La valle si estende dai colli di Buja a nord di San Daniele del Friuli fino a Codroipo, attraversando la zona collinare del friuli centrale.

### Il torrente Corno
Il torrente Corno nasce a 180 m s.l.m. nella zona dei colli di Buja, in località Paludo. Esso non ha una vera e propria sorgente, ma è alimentato dai numerosi ruscelli presenti nella zona. Dopo aver attraversato la zona est del comune di Buja, scorre verso Sud attraversando San Daniele del Friuli fino a raggiungere Codroipo, dove sfocia nel fiume Stella.